# Малозначність діяння
Малозначне діяння — це дія або бездіяльність, які не є злочином, оскільки лише формально містять ознаки будь-якого діяння, передбаченого Кримінальним кодексом України, але через малозначність не становить суспільної небезпеки, тобто не заподіяла і не могла заподіяти істотної шкоди фізичній чи юридичній особі, суспільству або державі (ч. 2 ст. 11 КК України). Малозначності діяння притаманні такі ознаки:
- формально містить ознаки, що характеризують певний злочин;

- не володіє суспільною небезпекою притаманною для злочину;

- суб'єктивно, за задумом особи, що його вчиняє, не спрямовано на заподіяння істотної шкоди.

## Історія виникнення поняття
Поняття малозначності діяння у кримінальному законодавстві держав, які існували на території України, було відсутнє. Розмежування злочинного та незлочинного діяння здійснювалось за допомогою наслідків як обов'язкової ознаки об'єктивної сторони складу злочину. Малозначність діяння у сучасному розумінні було запроваджено у ст. 4-а КПК УРСР 1922 року та спочатку мало суто процесуальне значення. Визначення досліджуваного поняття було закріплено у КПК УРСР 1927 р., в якому вказувалось на відсутність складу злочину.
Законодавче визначення малозначності діяння як кримінально-правового поняття було передбачене ч. 2 ст. 7 КК УРСР 1960 року, а згодом було перейняте діючим кримінальним законодавством України. Аналіз роз'яснювальних актів вищих органів судової влади у період із 1917 р. по 1991 р. свідчить про те, що в судовій практиці положення про малозначність діяння ототожнювалось із відсутністю складу злочину та використовувалось для відмежування злочину від інших правопорушень. У КК України 1960 р. малозначне діяння у ч. 2 ст. 7 визначалось як: «Не є злочином дія або бездіяльність, що хоч формально і містить ознаки будь-якого діяння, передбаченого кримінальним законом, але через малозначність не становить суспільної небезпеки».

## Малозначність діяння у кримінальному законодавстві інших держав
У кримінальному законодавстві таких зарубіжних держав, як, наприклад, Республіка Молдова, Грузія, Азербайджанська Республіка, Киргизька Республіка, Російська Федерація, Республіка Казахстан, малозначне діяння не визнається злочином. У кримінальному законодавстві Литовської Республіки та Республіці Болгарії малозначність діяння є підставою звільнення від кримінальної відповідальності, а в кримінальному законодавстві Естонської Республіки малозначність діяння не передбачено.
У кримінальному законодавстві зарубіжних держав (Республіка Молдова, Грузія, Азербайджанська Республіка, Киргизька Республіка, Російська Федерація, Республіка Казахстан), у яких малозначне діяння не визнається злочином, можна виділити два підходи до закріплення його законодавчих ознак:
- у визначення не включається вказівка на «відсутність заподіяння шкоди або створення загрози її заподіяння»;

- визначення містить вказівку на «відсутність заподіяння істотної шкоди або створення загрози її заподіяння».

Аналіз кримінального законодавства держав Західної Європи свідчить про те, що в більшості держав поняття малозначності діяння відсутнє. Винятком є кримінальне законодавство Швейцарської Конфедерації, Королівства Данії, Королівства Швеції, проте значення малозначності діяння в кримінальному законодавстві вищевказаних держав є різним. У КК Швейцарської Конфедерації поняття малозначності діяння застосовується лише щодо майнових злочинів із матеріальним складом у випадках відсутності істотної шкоди. У КК Королівства Данії малозначність діяння об'єднано з поняттям обставин, які виключають злочинність діяння і розглядаються як підстава звільнення від покарання. У КК Королівства Швеції малозначність діяння використовується як підстава для створення привілейованих складів злочинів, при цьому види і міра покарання для зазначених діянь є типовими. Малозначність діяння в КК Королівства Швеції є підставою звільнення від покарання у випадках «неістотної причетності» до злочину та незакінчених злочинах.

## Відмежування від суміжних понять
Малозначне діяння необхідно відрізняти від таких понять, як «відсутність складу злочину», «відсутність події злочину», «звільнення від кримінальної відповідальності», «обставини, що виключають злочинність діяння». «Малозначне діяння» та «відсутність складу злочину» є взаємовиключними поняттями, оскільки формальна ознака складу злочину є однією із ознак малозначного діяння. Малозначним є діяння, яке містить ознаки типової юридичної конструкції (складу злочину), проте через відсутність суспільної небезпеки злочину не є злочином.
За відсутністю події злочину, діяння не потребує кримінально-правового реагування (діяння або взагалі не вчинялось, або є результатом дій потерпілої особи, або не є результатом дій людини), а малозначне діяння не містить ознаки конкретного злочину. Підставою звільнення від кримінальної відповідальності є вчинення особою злочину певної категорії, а малозначне діяння не є злочином. Обставини, що виключають злочинність діяння, на відміну від малозначного діяння, є суспільно корисними або допустимими і є правомірними в момент їх вчинення. При незакінченому злочині особа притягується до кримінальної відповідальності на загальних підставах, а малозначне діяння не є злочином.

## Дослідження малозначності діяння в українській науці
У вітчизняній науці кримінального права проблеми малозначності діяння досліджувалось у монографії Л. М. Кривоченко «Класифікація злочинів за ступенем тяжкості у Кримінальному кодексі України» (2010 р.), кандидатських дисертаціях Т. Є. Севастьянової «Малозначність діяння за кримінальним законодавством України» (2002 р.), С. І. Маломуж «Малозначність діяння в кримінальному праві України» (2017 р.), Багиров Чингиз Мамедшах оглы «Малозначительность деяния и ее уголовно-правовое значение» (2005 г.), Н. М. Якименко «Малозначительность деяния в советском уголовном праве» (1982 г.) та інших дослідженнях.